# Боттенвиль
Боттенвиль (нем. Bottenwil) — коммуна в Швейцарии, в кантоне Аргау.
Входит в состав округа Цофинген.  Население составляет 802 человека (на 31 декабря 2007 года). Официальный код  —  4273.